# Orthotylus ericetorum
Orthotylus ericetorum ist eine Wanzenart aus der Familie der Weichwanzen (Miridae).

## Merkmale
Die Wanzen werden 3,0 bis 3,8 Millimeter lang. Die Arten der Gattung Orthotylus sind überwiegend grün gefärbt. Viele sind extrem ähnlich und deswegen anhand von äußeren Merkmalen nur sehr schwer zu bestimmen. Die Wirtspflanze der entsprechenden Individuen sind daher ein wichtiges Indiz. Orthotylus ericetorum hat eine mit dunklen, aufrechten Haaren versehene Körperoberseite. Die Adern der Membrane und der Cuneus der Hemielytren sind variabel gelb gefärbt. Die Nymphen sind gelblich-grün.

## Vorkommen und Lebensraum
Die Art ist in nahezu ganz Europa und Nordafrika verbreitet. Sie ist in Deutschland weit verbreitet und tritt überall auf, wo auch ihre Wirtspflanzen wachsen. Besonders im Nordwesten und in höheren Lagen ist sie häufig. In Österreich ist sie in den höheren Lagen verbreitet, fehlt allerdings im pannonischen Osten. Besiedelt werden trockene und warme Heideflächen wie auch feuchte Moorheiden. Sie tolerieren sowohl komplett offene als auch halbschattige Lebensräume wie etwa lichte Kiefernwälder.

## Lebensweise
Die Wanzen leben an Besenheide (Calluna vuigaris) und Heidekräutern (Erica). Die Wanzen saugen besonders an den heranreifenden Reproduktionsorganen, die Nymphen teilweise auch an den Blättern und Stängeln. Die Nymphen schlüpfen ab Mai und entwickeln sich bis Mitte Juli zu adulten Tieren. Diese leben meist bis Mitte September, vereinzelt können Weibchen aber noch im Oktober auftreten. Pro Jahr wird eine Generation ausgebildet.

## Belege